# Powiat Crossen (Oder)

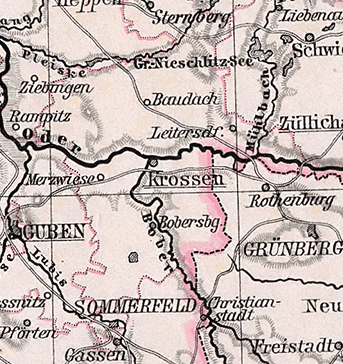
Powiat w 1905

Powiat Crossen (Oder) (niem. Landkreis Crossen (Oder), Kreis Crossen; pol. powiat krośnieński) – były powiat w pruskiej rejencji frankfurckiej, w prowincji Brandenburgia. Istniał w latach 1818–1945. Teren dawnego powiatu leży obecnie w Polsce, w województwie lubuskim.
1 stycznia 1945 w skład powiatu wchodziły:
- 3 miasta: Bobrowice (Bobersberg), Krosno Odrzańskie (Crossen (Oder)) i Lubsko (Sommerfeld (Nd. Lausitz));
- 92 inne gminy liczące mniej niż 2.000 mieszkańców;
- 2 majątki junkierskie (lasy).

Siedzibą powiatu i miejscowego landratu było Krosno Odrzańskie (Crossen (Oder)).